# Evropská asociace čínských studií
Evropská asociace čínských studií (EACS, anglicky: European Association for Chinese Studies, čínsky: 歐洲漢學學會/欧洲汉学学会, Ōuzhōu Hànxué Xuéhuì) je mezinárodní sdružení evropských sinologů. Byla založena r. 1975 a je registrovaná v Paříži. Řízena je sedmnáctičlenným výborem, běžné záležitosti spravuje prezident, generální tajemník a pokladník. Současnou prezidentkou EACS je profesorka Laura De Giorgi z Univerzity Ca' Foscari v italských Benátkách.
Každé dva roky svolává EACS mezinárodní sinologickou konferenci. Z důvodu pandemie covidu-19 byla 23. konference EACS 2020 na Lipské univerzitě přesunuta na rok 2021 a poprvé v historii proběhla v online podobě. Konferenci v roce 2024 organizuje Tallinnská univerzita. Předchozí konference se konaly ve městech: Olomouc (2022), Lipsko (2021), Glasgow (2018), Petrohrad (2016), Braga a Coimbra (2014), Paříž (2012), Riga (2010), Lund (2008), Lublaň (2006), Heidelberg (2004), Moskva (2002), Turín (2000) a Edinburgh (1998).

## Historie
EACS je pokračovatelkou konferencí Mladých sinologů (Junior Sinologues), které se scházely od r. 1948 do r. 1972 a to každý rok na jiné západoevropské univerzitě. Mezi aktivními členy Mladých sinologů byl také Jaroslav Průšek. V roce 1968 se tato konference měla konat v Praze, ale z důvodu invaze vojsk Varšavské smlouvy do Československa byla zrušena.